# Heikki Riipinen
Heikki Riipinen (n. 28 mai 1883, Laukaa, Marele Principat al Finlandei, Imperiul Rus – d. 13 februarie 1957, Leppävaara⁠(d), Uusimaa Province⁠(d), Finlanda) a fost un gimnast artistic ce a reprezentat Finlanda, medaliat olimpic. A participat la o ediție a Jocurilor Olimpice (1908) în care a câștigat o medalie de bronz.

## Participări
Lista de mai jos prezintă principalele competiții la care a participat Heikki Riipinen de-a lungul carierei.
- gymnastics at the 1908 Summer Olympics – men's team[*][1]